# Guiyang (Chenzhou)
Der Kreis Guiyang (桂阳县; Pinyin: Guìyáng Xiàn) ist ein Kreis der bezirksfreien Stadt Chenzhou (郴州) im Südosten der chinesischen Provinz Hunan. Die Fläche beträgt 2.954 Quadratkilometer und die Einwohnerzahl 720.700 (Stand: Ende 2018).